# Surveillance (téléfilm)
Pour les articles homonymes, voir Surveillance.
Pour plus de détails, voir Fiche technique et Distribution.
Surveillance est un téléfilm français réalisé par Sebastien Grall, diffusé en 2013.

## Synopsis
Dans un supermarché, un agent de sécurité découvre que des caméras de surveillance ont été placées à des fins obscures et que son supérieur hiérarchique ainsi qu'un membre de la direction ont organisé un trafic.

## Fiche technique
- Titre : Surveillance
- Réalisation : Sebastien Grall
- Scénario : Sebastien Grall, Olivier Pouponneau d'après le roman Flic de supermarché de Régis Serange
- Musique : Tomás Gubitsch
- Société de distribution : France 2
- Format : couleur
- Genre : Drame,Thriller
- Durée : 90 minutes
- Date de diffusion :
  -  France : 23 octobre 2013 sur France 2

## Distribution
- François Berléand : J.C. Dedieu
- Thomas Jouannet : Pierre Solvy
- Francis Perrin : Richard Texier
- Léonie Simaga : Léa
- Alexandre Steiger : Sauveterre
- Jean-Luc Porraz : Lamy
- Thomas Coumans : Dylan Thevenot

## Distinctions

### Récompenses
- 2013 : Meilleur réalisateur au Festival du film de télévision de Luchon

## Sources
- Surveillance sur TéléObs
- Surveillance sur Le Monde
- TV : délit de « Surveillance » sur Le Monde
- Surveillance sur Télé Star
- François Berléand dans le studio France 3 / France Bleu Toulouse du Festival de Luchon sur France 3 Midi-Pyrénées